# Geschiedenis van Cuba

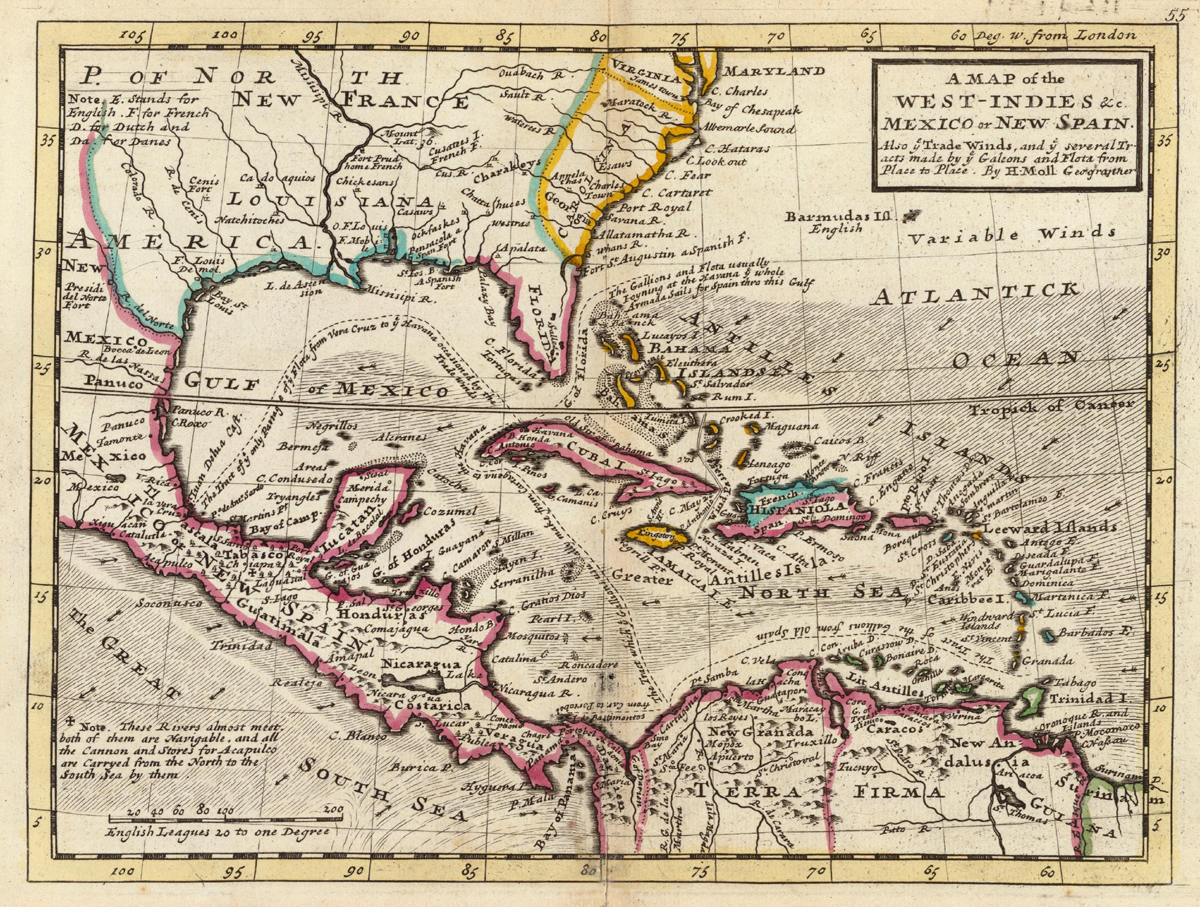
Een kaart uit 1736 die Nieuw-Spanje laat zien, met in het midden Cuba

De geschiedenis van Cuba, het grootste Caribische eiland, loopt ver terug. Tot de 15e eeuw werd het bewoond door indianen, waarna het in 1492 werd ontdekt door Christoffel Columbus. In 1512 werd het eiland een Spaanse kolonie. Het eiland stond meer dan drie eeuwen onder Spaans bestuur en werd de haven van het Spaanse rijk: alle kostbaarheden (goud en zilver) die door de Spanjaarden uit Zuid-Amerika werden gehaald werden via Havana, nu de hoofdstad van Cuba, naar Spanje verscheept.
In tegenstelling tot de rest van Spaans-Amerika wist Spanje Cuba tot aan het einde van de 19e eeuw te behouden. Maar toen kwamen de Cubanen in opstand en zij werden gesteund door de Verenigde Staten. In 1898 veroverde de VS het land na de Spaans-Amerikaanse Oorlog en gaf het in 1902 formele onafhankelijkheid. De VS bleef echter nog erg veel invloed behouden, waarna in 1952 Fidel Castro een revolutie begon. Deze mislukte, maar op 1 januari 1959 nam Castro de macht over op Cuba.
De denkbeelden van Fidel Castro zijn van communistische aard en hierdoor kwam het land meerdere malen in aanvaring met de kapitalistische Verenigde Staten. Als gevolg hiervan zocht Cuba steun bij de Sovjet-Unie, wat in 1962 leidde tot de Cuba-crisis.
Na het uiteenvallen van de Sovjet-Unie verloor Cuba zijn belangrijkste handelspartner en bondgenoot, waarna de economie van het land volledig instortte. Dit werd versterkt door het embargo dat de VS in 1960 had ingesteld. Het land verbrak dit isolement door toenadering te zoeken tot andere landen in Zuid-Amerika en dan vooral met het Venezuela van Hugo Chávez.
Vanaf 2008 was Raúl Castro, de broer van Fidel, de president van Cuba. Dit was vanwege de slechte gezondheid van Fidel.
Sinds 2018 is Miguel Díaz-Canel president.

## Precolumbiaanse tijdperk
In tegenstelling met het vasteland van Midden- en Zuid-Amerika ontwikkelde zich op Cuba niet een hoog ontwikkelde cultuur zoals die van de Maya's of Azteken.Toch werd het eiland al sinds circa 2000 v.Chr bewoond door indianen. Het eiland werd bevolkt door Siboney en later ook door een tak van de Arawakken, een groep indianen die op veel plaatsen in het Caribisch gebied leefden. Deze groep indianen kwamen uit het huidige Haïti, de Dominicaanse Republiek en Puerto Rico waar zij waren verdreven door de Cariben.

## Europese overheersing

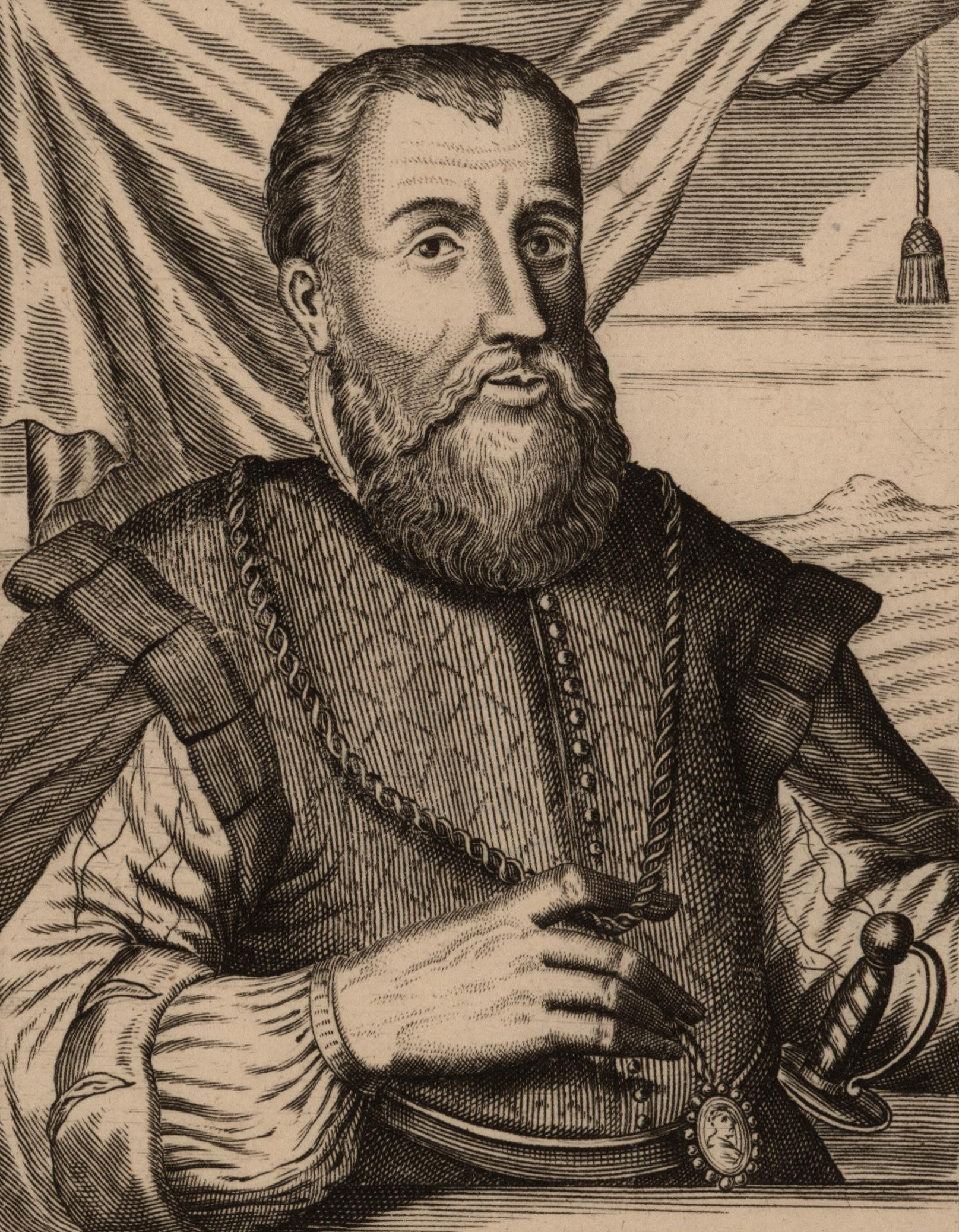
Diego Velázquez de Cuéllar

### Ontdekking door Cristoffel Columbus
De eerste Spaanse boten arriveerden bij Cuba op 28 oktober 1492 onder leiding van Columbus die op zoek was naar een nieuwe weg naar Azië. Columbus verliet het eiland echter weer snel, waarschijnlijk door het gebrek aan aanwezige edelmetalen.

### Spaanse overheersing
De volgende expeditie was pas weer in 1512 onder leiding van Diego Velázquez de Cuéllar. Hij stichtte zeven nederzettingen op Cuba, waaronder Baracoa, Bayamo, Santiago de Cuba, en La Habana. Nadat zijn veroveringen op het eiland voltooid waren werd hij in 1514 gouverneur van het eiland.

### Verzet door inheemse bevolking
De inheemse bevolking verzette zich tegen de Spaanse overheersing. De indianen waren echter niet opgewassen tegen de wapens waarover de Spanjaarden beschikten, maar bovenal overleden er veel door Europese ziektes. In ongeveer 70 jaar liep het aantal indianen terug van ongeveer 100.000 mensen naar slechts 5000.

### Kolonisatie
Toen Cuba een kolonie van Spanje was geworden, werd begonnen met het opzetten van plantages en landerijen. De inheemse bevolking werd verplicht om voor de Spanjaarden te werken. Dit systeem werd echter al in 1542 afgeschaft (naar verluidt omdat het systeem economisch niet meer rendabel was, aangezien er nog heel weinig indianen op het eiland over waren) waarna er vele slaven uit Afrika naar Cuba gebracht werden. Aanvankelijk werden er in het land vooral koeien gehouden (voor de productie van rundvlees en leer), later werd er op Cuba vooral tabak geproduceerd.

### Zilvervloot

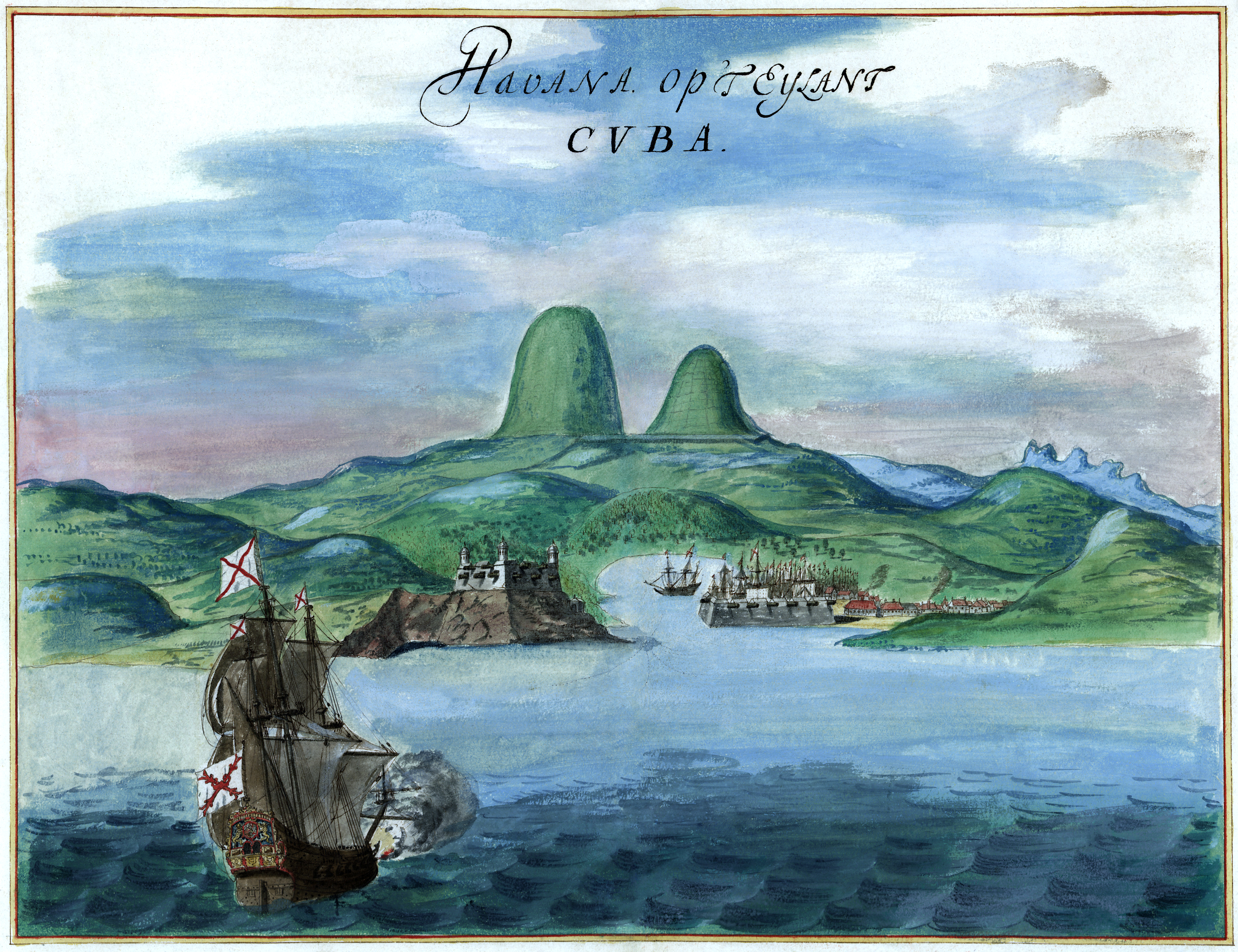
Een schilderij van de haven van Havana (1639)

Nadat Spanje ook Peru en Mexico had veroverd werd Cuba de opslagplek voor alle kostbaarheden die daarvandaan kwamen. Een keer per half jaar ging de Spaanse zilvervloot met alle kostbaarheden van Cuba naar Spanje. Omdat de haven van Havana zo vol met kostbaarheden lag, hebben de Spanjaarden meerdere forten gebouwd ter bescherming hiervan.

### Britse overheersing
Hoewel de Spanjaarden Cuba met vele forten probeerden te verdedigen bleek dit niet genoeg: in 1762 ontweken de Engelsen de forten bij de havens en gingen op verschillende andere plekken aan land waarna zij gemakkelijk Cuba konden innemen. Deze situatie duurde 11 maanden, waarna de Spanjaarden, in ruil voor de huidige staat Florida, het land weer terug kregen.

## Gouden eeuw

### Suikerplantages
Tijdens de korte periode van Engelse overheersing werden er erg veel slaven naar Cuba gebracht en zijn er veel suikerrietplantages opgericht. Ook hadden de Engelsen het handelsverbod, dat de Spanjaarden hadden opgelegd aan Cuba, verbroken waardoor Cuba vrij met het buitenland kon handelen. Nadat Spanje weer de macht kreeg over Cuba bleef deze maatregel bestaan en bloeide de economie van Cuba erg op.

### Bevolkingsgroei
Doordat in Haïti en de Dominicaanse Republiek een slavenopstand uitbrak steeg de prijs van suikerriet enorm en verhuisden vele plantagehouders naar Cuba toe. De onafhankelijkheid van de Verenigde Staten speelde hierbij ook een rol: Cuba kon voortaan aan de Verenigde Staten leveren terwijl alle goederen daarvoor uit het Britse Rijk kwamen. Het bevolkingsaantal steeg explosief: van slechts 150.000 inwoners in 1770 naar ongeveer 1.300.000 inwoners in 1840. Ook het aantal slaven steeg enorm: van 39.000 naar 400.000.
In 1820 sloten de Engelse en Spaanse regeringen een overeenkomst af om geen slaven meer te importeren. De plantagehouders deden dit echter toch nog waarna nog bijna 600.000 slaven naar Cuba werden gebracht.

## Strijd om onafhankelijkheid

### Tienjarige Oorlog (1868-1878)
De relatie tussen Cuba en Spanje verslechterde langzamerhand. Hoewel vele koloniën van Spanje al onafhankelijk waren bleef Cuba bij Spanje horen. Hoewel de Cubanen liever zonder de Spanjaarden verder wilden, zodat ze vrij handel konden drijven met de VS, waren ze nog erg afhankelijk van Spanje en vooral voor de handhaving van de openbare orde. 43% van de bevolking was slaaf en de Spanjaarden waren nodig om te voorkomen dat die in opstand kwamen. In 1868 brak de eerste opstand uit in het oosten van Cuba, waar minder plantages waren en de Spanjaarden dus ook minder nodig waren. Tien jaar later, in 1878 wist Spanje de opstand eindelijk te onderdrukken.

### De Kleine Oorlog (1879-1880)
De eerste opstand eindigde met het Pact van Zanjón (Camaguey) tussen Spanje en de opstandelingen in 1878. Het pact maakte haar beloftes (onafhankelijkheid en afschaffing slavernij) niet waar en dit leidde tot frustratie. In de zomer van 1879 ontstonden her en der opstandjes die snel werden neergeslagen door de beter bewapende Spanjaarden. Er was weinig direct resultaat. Toch was deze Kleine Oorlog belangrijk omdat zij liet zien dat de frustratie groot was. Tevens kwam José Marti voor het eerst naar voren in de leiding van de Cubaanse Onafhankelijkheidsstrijd.

### Onafhankelijkheidsoorlog (1895-1898)
Het is de laatste oorlog van Cubaanse nationalisten tegen de Spanjaarden die overliep in de Spaans-Amerikaanse Oorlog van 1898. De start van de strijd werd gelijktijdig op 35 plaatsen aangekondigd (de 'kreet van Baire'). Tot de strijd werd opgeroepen door José Martí op 24 februari 1895. De bekendste vrijheidsstrijders waren Máximo Gómez, Antonio Maceo, Calixto García, José Maceo, Serafín Sánchez, Juan Bruno Zayas en Guillermón Moncada. José Martí kwam op 19 mei 1895 om in de slag bij Dos Rios, nabij Palma Soriano.

### Spaans-Amerikaanse Oorlog (1898)

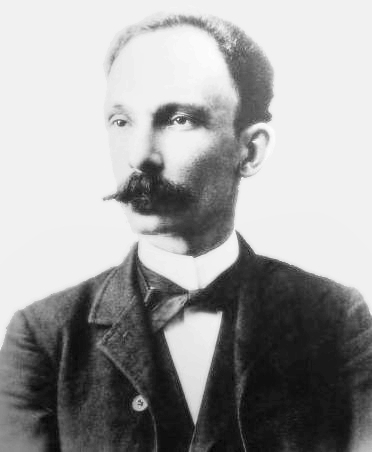
José Marti

In 1886 werd de slavernij op Cuba afgeschaft. Voor de suikerplantages werden contractarbeiders ingehuurd. Het verzet tegen Spanje bleef echter. Onder leiding van José Marti ontstond de derde opstand. Spanje werd in 1898 verslagen, maar niet door de Cubanen: de VS tekende het vredesverdrag met Spanje.

## Amerikaanse invloed
Nadat de Amerikanen de strijd tegen de Spanjaarden gewonnen hadden, werd het bestuur over Cuba aan de VS overgedragen. De eerste gouverneur werd John R. Brooke. In tegenstelling tot Guam, Puerto Rico en de Filipijnen werd Cuba niet geannexeerd. In plaats daarvan werd besloten dat Cuba een onafhankelijk land werd, alleen moest in de grondwet wel de Platt Amendement opgenomen worden. Dit Amendement hield de volgende dingen in voor Cuba:
- Cuba mocht geen enkele overeenkomst sluiten met een ander land dan de VS.
- De VS kreeg het recht op interventie in Cuba als zij van mening waren dat de levens van Amerikaanse staatsburgers in gevaar waren.
- Cuba mocht geen leningen aangaan die niet uit de reguliere inkomsten van het land betaald konden worden.
- Cuba moest verschillende stukken land overdragen aan de VS zodat daar marinebases gebouwd konden worden (zoals het huidige Guantánamo Bay).
- Cuba mocht geen land overdragen aan een ander land dan de VS

Op 20 mei 1902 werd Cuba officieel onafhankelijk van de VS.

## Begin 20e eeuw

### De eerste presidenten
In 1902 kreeg Cuba zijn eerste president, Tomás Estrada Palma. De VS had echter nog het recht op interventie waardoor er tussen 1906 en 1908, in 1912 en tussen 1917 en 1922 een Amerikaanse gouverneur (vertegenwoordiger van de Amerikaanse president) was.

### Eerste Wereldoorlog
Op 7 april 1917 verklaarde Cuba de oorlog aan het Duitse Keizerrijk, een dag na de VS. Hoewel Cuba niet in staat is om soldaten naar het front te sturen heeft het land wel een belangrijke strategische positie, namelijk voor het beschermen van de Caribische eilanden van Duitse aanvallen met U-boten. Ook werden er 25.000 militairen opgeleid, maar de oorlog was al geëindigd voordat de soldaten naar Europa gestuurd konden worden.

### Na de Eerste Wereldoorlog
In 1925 werd Gerardo Machado door het volk gekozen als president van Cuba. Hij trad echter niet af nadat zijn ambtstermijn was afgelopen. Hierop volgde in 1933 een revolutie, geleid door Fulgencio Batista

## Periode van Batista

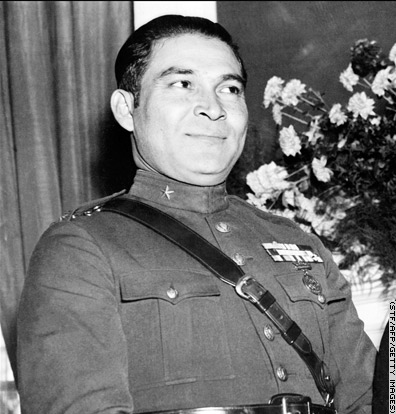
Fulgencio Batista

### De opstand der sergeanten
Op 4 september 1933 nam Batista na een opstand, de "Opstand der Sergeanten", het Cubaanse bestuur over. De liberale regering van Gerardo Machado werd omvergeworpen en Batista trad naar voren als door zichzelf benoemde legerleider en een door de Verenigde Staten geliefde en machtige man.
Hij stelde Grau San Martin, een intellectueel, aan als president. Deze werd echter al snel weer opgevolgd. Op 14 januari 1934 dwong hij Grau San Martin af te treden en stelde Carlos Mendieta aan als president.
Het komende decennium zou Batista regeren zonder zelf op de voorgrond te treden. Via de presidenten José Barnet, Miguel Mariano Gómez en Federuco Laredo Brú had hij de macht over het land tot 1940. In dat jaar wordt hij zelf als president verkozen.

### Democratisch bewind
Nadat Batista in 1940 president is geworden werd hij bij de verkiezingen in 1944 verslagen door Grau San Martin, de man die eerder president was van Cuba, maar dan onder leiding van Batista. Hij werd opgevolgd door Carlos Prío Socarrás. In 1951 stelde hij zich opnieuw kandidaat voor het presidentschap, maar uit de peilingen bleek dat zijn populariteit bij het volk verdwenen was.

### Tweede machtsovername
Op 10 maart 1952, drie maanden voor de verkiezingen, pleegde Batista opnieuw een coup. Hij voerde een autocratisch bewind; hoewel er in 1954 en 1958 verkiezingen waren, was hij de enige kandidaat. Tijdens zijn regime werd Havana de gokstad van Midden-Amerika en groeide het toerisme enorm. De gemiddelde Cubaan merkte hier echter weinig van. In het land heerste armoede en het verzet werd steeds groter.

## Cubaanse revolutie

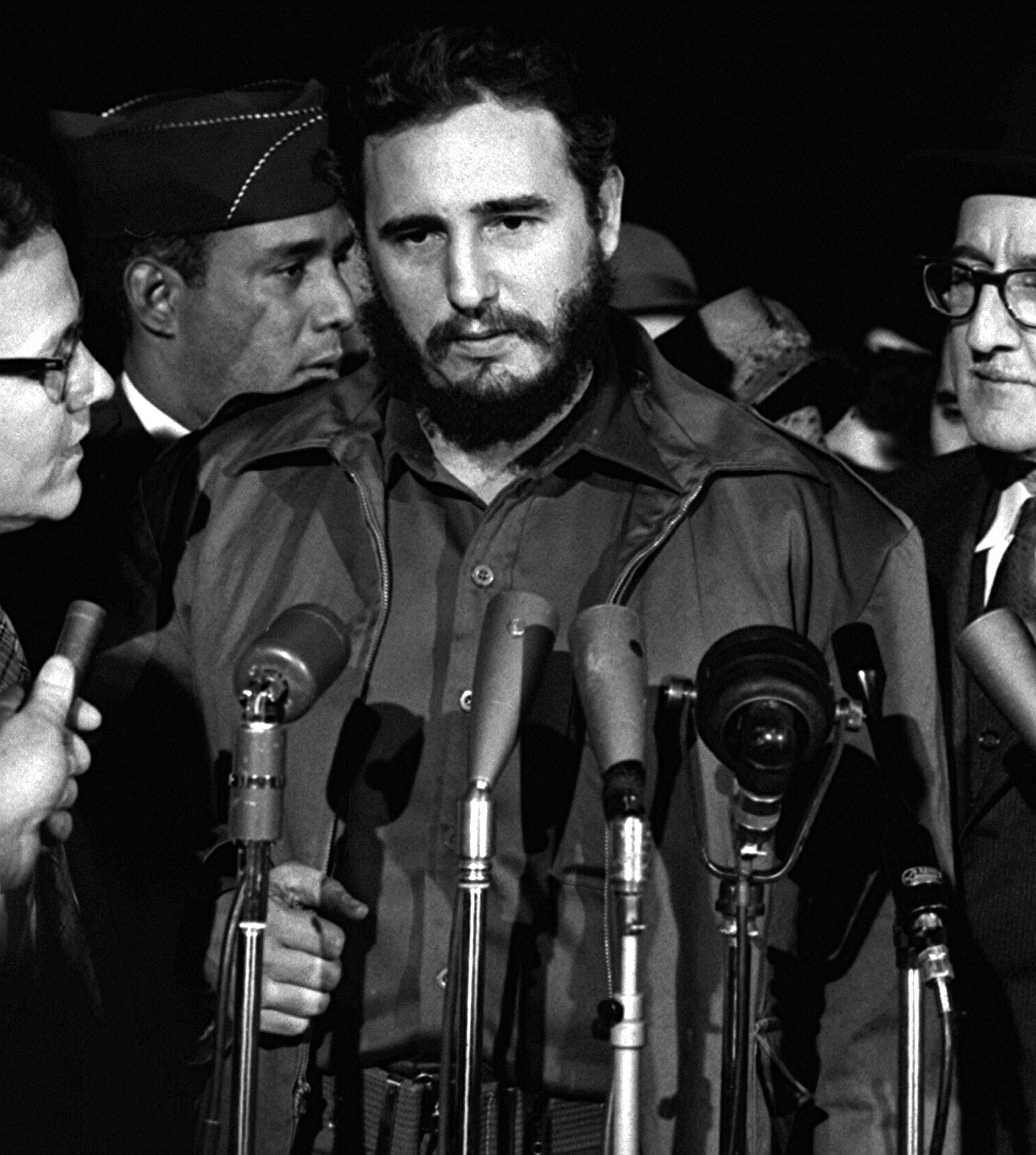
Fidel Castro bij zijn aankomst in Washington D.C., ten tijde van de Cubaanse Revolutie (1959)

### Begin van de revolutie (1953)
Op 26 juli 1953 deed Fidel Castro, een jonge advocaat, een poging om het regime van Batista omver te werpen. Samen met 119 andere rebellen deed hij een aanval op de Moncadakazerne in Santiago de Cuba. Deze aanval mislukte en Fidel Castro was een van de weinigen die wist te ontkomen. Later werd hij toch opgepakt en naar de gevangenis gebracht.

### Voorbereiding (1955)
Fidel en zijn groep werden veroordeeld tot 15 jaar cel. In februari 1955 won Batista de verkiezingen en als teken van verzoening liet hij op 15 mei 1955 een aantal politieke gevangenen vrij, waaronder de groep van Fidel Castro.
Fidel vluchtte naar Mexico waar hij de voorbereidingen zou gaan treffen voor zijn Beweging van de 26ste juli.

### Beweging van de 26ste juli

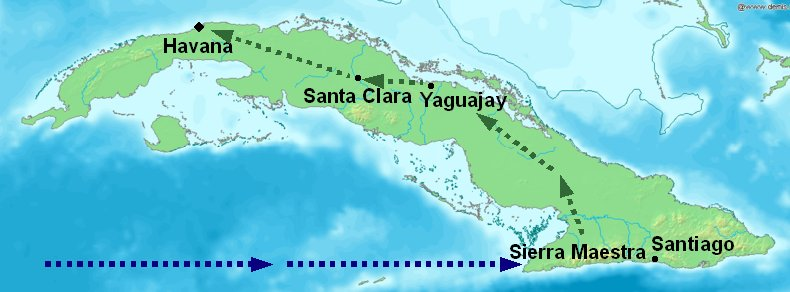
Kaart die de voortgang van de troepen van Castro laat zien

Terwijl Fidel Castro in Mexico was trainde hij een revolutionaire garde en op 2 december 1956 kwam de groep van 82 mensen aan op Cuba met het jacht Granma. Zij werden echter opgemerkt en van de 82 mensen konden er maar 12, waaronder Fidel's broer Raul en Che Guevara, vluchten naar de Sierra Maestra, een bergketen ten westen van Santiago de Cuba.
Daarna volgde een strijd van twee jaar tussen de guerillia beweging van Castro en het leger van Batista. Langzaam trok de revolutie steeds verder door het land. Na tijden te hebben gevochten ontvluchtte op 1 januari 1959 Batista de hoofdstad. Guevara en Cienfuegos, een generaal van Castro, trokken op 2 januari Havana binnen, waarna op 8 januari Castro zelf aankwam en geïnstalleerd werd als nieuwe premier.

## Periode van Fidel Castro (1959-2008)
Nadat Castro aan de macht kwam veranderde er veel in Cuba. De oppositie werd uitgeschakeld. Er werd een marxistisch-leninistische staat gevestigd. Hierdoor werd de band tussen Cuba en de VS verbroken.

### Cubacrisis
Nadat de communistische Castro de macht over Cuba kreeg zocht Cuba toenadering tot de Sovjet-Unie, die op dat moment midden in de Koude oorlog met de Verenigde Staten zat. De Sovjets wilden kernraketten plaatsen op Cuba. Dit veroorzaakte in 1962 de Cubacrisis. Ternauwernood werd een kernoorlog afgewend.
De val van de Sovjet-Unie, Cuba's belangrijkste handelspartner, had een grote impact op de Cubaanse economie, wat versterkt werd door het aanhoudende Amerikaanse embargo. Vooral de beperkte beschikbaarheid van aardolie (voorheen ingevoerd vanuit de Sovjet-Unie) betekende een drastische verandering voor de Cubaanse economie. Er werd een transitie ingezet naar minder olie-afhankelijkheid en gefocust op duurzame ontwikkeling op lange termijn.
In het begin van de 21e eeuw brak Cuba uit zijn relatieve isolement, toen het goede banden aanknoopte met de verschillende linkse regeringen in Latijns-Amerika, met name het Venezuela van Hugo Chávez.

## Post-Fidelperiode
Van 2008 tot 2018 was de jongere broer van Fidel Castro, Raúl, de president van de republiek Cuba. Fidel had problemen met zijn gezondheid en vanaf 31 juli 2006 was Raúl al waarnemend leider van de partij en het land. Vanaf 2010 voerde hij een beperkte privatisering van de economie door, waarbij de staatsbedrijven werden afgeslankt en kleine zelfstandigen voor het eerst sinds 1968 weer werden toegelaten. Ook werd een aantal politieke gevangenen vrijgelaten, op voorwaarde dat ze in ballingschap zouden gaan.
President Obama versoepelde in 2015 het handelsembargo tegen Cuba, en op 20 juli van dat jaar werden de wederzijdse ambassades heropend. In maart 2016 bezocht Obama zelfs Havana en in mei legde een eerste Amerikaans cruiseschip aan in de haven. Maar toen Donald Trump in januari 2017 de macht overnam, werden alle versoepelingen weer teruggedraaid.
Miguel Díaz-Canel werd in 2018 verkozen als nieuwe president.